# Euaspa ziha
Euaspa ziha is een vlinder uit de familie van de Lycaenidae. De wetenschappelijke naam van de soort werd als Dipsas ziha in 1865 gepubliceerd door William Chapman Hewitson.